# El juego de las llaves
El juego de las llaves es una serie de televisión mexicana creada por Marisa Quiroga y coproducida por Amazon Prime Video, Pantaya y Corazón Films. La primera temporada consta de 10 episodios y la serie se estrenó el 16 de agosto de 2019 en Amazon Prime Video. La serie está compuesta por los actores Maite Perroni, Humberto Busto, Marimar Vega, Sebastián Zurita, Horacio Pancheri, Fabiola Campomanes, Hugo Catalán y Ela Velden. La segunda y tercera temporada fueron confirmadas el 29 de enero de 2020.La tercera temporada se estrenó el 14 de febrero de 2024
La serie sigue a cuatro parejas que son amigas desde hace mucho tiempo y deciden cambiar de pareja. En las cómicas, y a veces dramáticas, consecuencias de este evento, cada uno debe enfrentar el impacto de la decisión que tomó en su relación y su visión personal sobre la sexualidad.

## Sinopsis
Ocho amigos, todos en una relación estable, deciden aventurarse en "swinger parties", un juego de descubrimiento sexual de parejas de intercambio, mientras intentan deshacerse de su rutina diaria y añadir un toque picante a sus vidas amorosas. Sin embargo, algunas cosas pueden salir mal.

## Reparto

### Principal
| Actor/Actriz       | Personaje                |
| ------------------ | ------------------------ |
| Maite Perroni      | Adriana "Adri" Romero    |
| Sebastián Zurita   | Sergio Morales           |
| Marimar Vega       | Gabriela "Gaby" Albarrán |
| Humberto Busto     | Óscar Leal               |
| Horacio Pancheri   | Valentín Lombardo        |
| Hugo Catalán       | Leonardo "Leo" Cuevas    |
| Ela Velden         | Siena                    |
| Fabiola Campomanes | Bárbara Cuevas           |

### Recurrente
| Actor/Actriz        | Personaje       |
| ------------------- | --------------- |
| Abril Mitchell      | Mica            |
| Helena Haro         | Carmen          |
| José María Torre    | Roberto Morelli |
| Javier Gómez        | Ernesto         |
| Manuel Vega         | Daniel          |
| Alejandra Toussaint | Aurelia         |
| Anahí Allué         | Amelia          |
| Mariel Molino       | Gala            |
| Sergio Perezcuadra  | Emiliano        |
| Luca Valentini      | Fidel           |
| Christian Ramos     | Pedro           |
| Nikolas Caballero   | Claudio         |
| Mauro González      | El policía      |
| OV7                 | Ellos mismos    |

## Episodios

### 1.ª temporada (2019)
| N.º de la serie | N.º de la temporada | Título                                       | Dirigido por      | Escrito por                        | Lanzamiento           |
| --- | ------------------- | -------------------------------------------- | ----------------- | ---------------------------------- | --------------------- |
| 1 | 1                   | "Yo nunca nunca".                            | Fernando Lebrija. | Verónica Bellver & Sandro Halphen. | 16 de agosto de 2019. |
| Adriana es una profesional de éxito que vive un matrimonio perfecto... y muy aburrido. Un día se encuentra de nuevo con Sergio, un viejo amigo por el que siempre estuvo enamorada, y él organiza un encuentro entre cuatro parejas amigas. Ahí es donde llegan a conocer el juego de llaves. |                     |                                              |                   |                                    |                       |
| 2 | 2                   | "Vainilla no es sabor único".                | Fernando Lebrija. | Verónica Bellver & Sandro Halphen. | 16 de agosto de 2019. |
| El juego de llaves propuesto no avanzó, pero dejó a todos intrigados y emocionados. Todo el mundo sigue pensando: ¿Qué pasaría si probaran nuevas experiencias sexuales? Adriana decide actuar, e invita a sus amigos a un juego de llaves en su casa.                                        |                     |                                              |                   |                                    |                       |
| 3 | 3                   | "El doble de Brayan Goslin".                 | Javier Colinas.   | Verónica Bellver & Sandro Halphen. | 16 de agosto de 2019. |
| Las cuatro parejas hacen el intercambio: comienza el juego de llaves. Esta es la oportunidad de oro para cumplir sus fantasías más ocultas - o descubrir que es imposible traicionar sus propios principios, o incluso su sexualidad -.                                                       |                     |                                              |                   |                                    |                       |
| 4 | 4                   | "Una placencia oral".                        | Kenya Márquez.    | Verónica Bellver & Sandro Halphen. | 16 de agosto de 2019. |
| Adriana continua obcecada con el juego de las llaves. Sin embargo, Oscar, su marido, quiere que ella desista y que, en vez de eso, ellos reanimen su relación, mas la presencia constante de Sergio va ponter la unión de la pareja a prueba.                                                 |                     |                                              |                   |                                    |                       |
| 5 | 5                   | "Habrá consecuencias".                       | Javier Colinas.   | Verónica Bellver & Sandro Halphen. | 16 de agosto de 2019. |
| Las fantasías salen del armario: Adriana usa una para intentar salvar su matrimonio, pero Sergio pide otro juego de llaves, creando nuevas dudas. Leo fantasea con la niñera y Valentín sublima, con la imaginación, sus deseos reprimidos.                                                   |                     |                                              |                   |                                    |                       |
| 6 | 6                   | "Oscarin... ¡Oscarón!"                       | Kenya Márquez.    | Verónica Bellver & Sandro Halphen. | 23 de agosto de 2019. |
| El nuevo juego de llaves crea sensaciones muy diferentes en Adriana y sus amigos: desde la frustración hasta el placer extremo. Algunas parejas se hacen más fuertes, mientras que otras se alejan, tal vez sin esperanza. Es hora del descubrimiento.                                        |                     |                                              |                   |                                    |                       |
| 7 | 7                   | "Enloquéceme yei yei yei".                   | Javier Colinas.   | Verónica Bellver & Sandro Halphen. | 23 de agosto de 2019. |
| Los verdaderos sentimientos emergen. Las pasiones ya no pueden ser reprimidas y todo el mundo parece dispuesto a experimentar, aunque pueda destruir familias, relaciones, amistades y, sobre todo, los compromisos adquiridos para toda la vida.                                             |                     |                                              |                   |                                    |                       |
| 8 | 8                   | "Los niños necesitan disciplina".            | Kenya Márquez.    | Verónica Bellver & Sandro Halphen. | 30 de agosto de 2019. |
| Las parejas tratan de reconstruir sus relaciones. Eso es lo que lleva a Adriana a proponer a su familia un viaje bucólico. Sus amigos viven momentos de gran felicidad, que contrastan con los intensos conflictos que se profundizan con el paso del día.                                    |                     |                                              |                   |                                    |                       |
| 9 | 9                   | "¡Deja de decir condón!"                     | Fernando Lebrija. | Verónica Bellver & Sandro Halphen. | 30 de agosto de 2019. |
| Debido a la falta de conciencia con la que han tomado sus decisiones emocionales, todas las parejas están cerca del final. Las nuevas sexualidades, las exigencias, las dudas, los errores e incluso los viejos ideales olvidados los acosan y pueden destruirlos.                            |                     |                                              |                   |                                    |                       |
| 10 | 10                  | "Declaro inaugurado El juego de las llaves". | Kenya Márquez.    | Verónica Bellver & Sandro Halphen. | 30 de agosto de 2019. |
| Llega el día del último juego de llaves, en una gran fiesta de sexo y pasión, con muchos invitados. No será solo el deseo lo que se salga de control, las verdades más ocultas también saldrán a la luz.                                                                                      |                     |                                              |                   |                                    |                       |

## Adaptación en España
El director de cine Vicente Villanueva ha dirigido una película basada en la popular serie que se ha rodado en la Comunidad Valenciana. En el elenco destacan los nombres de Tamar Novas, María Castro, Fernando Guallar, Miren Ibarguren, Alina Nastase, Justina Bustos, Ricard Farre y Dani Tatay.

## Premios y nominaciones
| Año  | Premio             | Categoría                            | Indicación             | Resultado | Ref.  |
| ---- | ------------------ | ------------------------------------ | ---------------------- | --------- | ----- |
| 2019 | GQ                 | Mejor serie del año                  | El Juego de las Llaves | Ganadora  | [ 7 ] |
| 2020 | GLAAD Media Awards | Mejor serie de televisión en español | El Juego de las Llaves | Nominada  | [ 8 ] |